# Pauselijke Universiteit Salamanca
De Pauselijke Universiteit Salamanca (Spaans: Universidad Pontificia de Salamanca UPSA) is een pauselijke universiteit in Salamanca, Spanje.
De universiteit was vroeger onderdeel van wat nu de Universiteit van Salamanca is. Toen deze universiteit in 1854 werd genationaliseerd, werden de faculteiten theologie en canoniek recht gesloten. In 1940 besloot paus Pius XII tot heroprichting van deze faculteiten, onder auspiciën van de Heilige Stoel. Inmiddels is de universiteit veel breder. Anno 2008 had de universiteit ongeveer 8500 studenten. De universiteit heeft ook een campus in Madrid.